# Conrard-Albert d'Ursel
Conrad-Albert-Charles d'Ursel, I duca di Ursel e Hoboken  (Bruxelles, 10 febbraio 1665 – Namur, 3 maggio 1738), è stato un nobile, generale e amministratore dei Paesi Bassi meridionali.

## Biografia
Conrard-Albert d'Ursel era il figlio di François, conte di Ursel e del Sacro Impero, e Honorine de Hornes, era quindi il pronipote di Conrad Schetz e il nipote di Ambrosius van Horne.
Entrato al servizio dell'imperatore Leopoldo, prese parte alla guerra contro i turchi in Ungheria . Si distinse all'assedio di Neuhausel, alla battaglia di Grau, agli assedi di Kaschau, Esperies e Zolnock, e tra uno dei primi nella città di Buda nel 1686, agli ordini del principe Eugenio di Savoia.
Passato nelle armate del re di Spagna, combatte i Mori in Africa e riuscì a portare aiuto nell'Orano assediato. Colonnello dei dragoni, prese il comando della cavalleria spagnola nel ducato di Milano nel 1691 e fu inviato dal re a Madrid nel 1696 per informarlo della conclusione della pace. Come ricompensa per i suoi servizi, fu nominato comandante delle guardie a cavallo e comandante generale del campo degli eserciti spagnoli. Re Filippo V di Spagna, che egli accompagnò in Italia, gli conferì le funzioni di capitano delle guardie, prima di inviarlo nei Paesi Bassi nel 1704 come governatore di Mons e ufficiale giudiziario sovrano dell'Hainaut.
Le potenze alleate contro Luigi XIV di Francia avendo preso possesso dei Paesi Bassi, vi istituirono un Consiglio di Stato per governare le province conquistate e vi nominarono il conte d'Ursel il 21 luglio 1706. Non accettò la nomina fino a quando 'un decreto dell'8 settembre 1708 dell'arciduca Carlo, diventato Carlo III di Spagna, lo confermava. Nel 1711 assistette all'incoronazione dello stesso monarca, divenuto imperatore con il nome di Carlo VI.
Dopo la conclusione dei trattati della Barriera, il conte d'Ursel fu invitato dai principali membri degli Stati a recarsi a Vienna per esporre al nuovo sovrano il grande danno che i recenti trattati avevano avuto per il commercio belga.
Le lettere patenti del 24 aprile 1717 lo elevarono alla dignità di duca di Hoboken. Fu quindi creato duca di Ursel, per trasmissione della primogenitura maschile, il 19 agosto 1718.
Chiamato alla carica di Consigliere di Stato del nuovo governo il 29 marzo 1718, fu nominato governatore di Namur nel 1720, funzioni alle quali fu ufficialmente nominato il 26 marzo 1732.
Nel 1726, estinto il ramo maggiore dei discendenti di Gaspar Schetz, il duca di Ursel ereditò i possedimenti abbandonati da Charles-Hubert de Grobbendonck, l'ultimo rappresentante di questo ramo. Queste erano la contea di Grobbendonck e le baronie di Wesemael e Durbuy. Già membro degli stati del Brabante, il possesso della signoria di Wesemael gli conferì il titolo e le funzioni di maresciallo ereditario del ducato. Fu in questa veste che partecipò all'inaugurazione a Bruxelles dell'imperatore Carlo VI come duca di Brabante, l'11 ottobre 1716. In qualità di visconte di Vive-Saint-Eloy, fu anche Gran cacciatore e Alto Forestiero delle Fiandre e membro degli Stati di questa contea. A nome di sua moglie, fu co-principe di Arche e Charleville.

## Matrimonio e figli
Nel 1713 sposò la principessa Eleonora Cristina di Salm, figlia del principe Carlo Teodoro di Salm e della principessa Luisa Maria del Palatinato. Dal matrimonio nacquero: 
- Charles d'Ursel (1717–1775)

∞ principessa Eleonora di Lobkowicz (1721-1756), figlia di Johann Georg Christian, principe di Lobkowitz
- Benoite Charlotte (1719-778)

∞ François Albert Charles, duca de Bournonville (1710-1769)